# Daniel Schlauch
Daniel Schlauch (Monaco di Baviera, 28 dicembre 1982) è un doppiatore tedesco. È famoso per aver doppiato Zac Efron. Ha debuttato nel doppiaggio prestando la voce a Monkey D. Rufy, protagonista dell'anime One Piece. Prima di diventare doppiatore ha studiato giurisprudenza.

## Doppiaggio

### Anime
- One Piece (Monkey D. Rufy)
- Ranma ½ (Ryoga Hibiki)
- Inuyasha (Kohaku)
- Il club della magia! (Takeo Takakura)
- Shamanic Princess (Japolo)
- La ragazza che saltava nel tempo (Chiaki Mamiya)
- .hack (Shugo Kunisaki)
- Gantz (Hajime Muroto)
- Trinity Blood (Ion Fortuna)

### Altri ruoli
- Danny Phantom (Danny)
- Pretty Princess (Jeremiah Hart)
- Halloweentown High - Libri e magia (Ethan Dalloway)
- Harry Potter (Percy Weasley)
- South Park (Dog Poo)
- Quell'uragano di papà (Mark Taylor)
- La meglio gioventù (Ethan Weston)
- Jeepers Creepers 2 (Johnny)
- High School Musical (Troy Bolton)
- High School Musical 2 (Troy Bolton)
- High School Musical 3 (Troy Bolton)
- 17 Again - Ritorno al liceo (Mike O'Donnell)
- Hannah Montana (Willis)
- Disturbia (Ronny)
- The Good Shepherd - L'ombra del potere (Sohn von Edward Wilson)
- The Replacements: Agenzia Sostituzioni (Todd Daring)
- Drake & Josh (Craig Ramirez)